# 道の駅そうま
道の駅そうま（みちのえき そうま）は、福島県相馬市にある国道6号の道の駅である。愛称は未来本陣SOMA。

## 歴史
2002年（平成14年）8月13日に道の駅に登録された。 2003年（平成15年）4月28日オープン。
開業時から相馬市が相馬商工会議所と委託契約を結んで運営していた。2022年3月末で相馬商工会議所との契約が終了し、道の駅の物産館は一時閉館となった。その後、道の駅そうま物産館は2022年（令和4年）10月20日に改装オープンすることになった。

## 施設
- 駐車場
  - 普通車：45台
  - 大型車：22台
  - 身障者用：3台
- トイレ（いずれも24時間利用可能）
  - 男：大 3器、小 10器
  - 女：10器
  - 身障者用：2器
- 公衆電話：1台
- 物産館（9:30 - 18:00）[2]
- 情報休憩施設
- 体験実習館
- レストラン（11:00 - 15:00）[2]

## 休館日
- 無休

## アクセス
- 国道6号 - 登録路線
  - 福島県道121号日下石新沼線
  - 福島県道271号磯部日下石線

## 周辺
- 日立木駅
- 福島交通「立谷」バス停
- 日立木郵便局
- 日下石川
- 町場川